# Isaac (exarch)
Isaac was exarch van Ravenna van ca.625 tot 643 en van Armeense afkomst.

## Achtergrond
Toen het Byzantijnse Rijk in 619 Egypte kwijt speelde aan de Sassaniden wilde keizer Herakleios aftreden. De Exarch van Ravenna Eleutherius maakte van de situatie gebruik om te usurperen. Even later werd hij door zijn omgeving vermoord en werd vermoedelijk de titel vacant. In 625 brak er een troonstrijd uit in het Longobardische Rijk en eiste Ariovald de troon op. De Avaren maakten van de situatie gebruik om Italië binnen te vallen. Keizer Herakleios weer in het zadel, stuurde Isaac als nieuwe exarch.

## Regeerperiode
Na de overwinning van de Byzantijnen op de Sassaniden in 628 kon er gewerkt worden aan de heropbouw van het exarchaat. Keizer Herakleios, onder impuls van patriarch Sergius I van Constantinopel, wou terug meer eenheid onder de christenen. Er werd een tekst, de Ecthesis, opgesteld, die ook de bisschop van Rome moest onderschrijven. Paus Severinus weigerde en de pauselijke verblijven werden geplunderd.
Intussen was er nieuwe koning in het Longobardische Rijk, de bekwame Rothari. Eenmaal orde op zaken gesteld begon hij met de verovering van het exarchaat. Vermoedelijk sneuvelde Isaac in 643 tijdens de oorlog met de Longobarden.